# مجزأة بن الكوثر
مَجْزَأَة بن الْكَوْثَر بن زُفَر بن الْحَارٍث الْكِلابِيّ الهَوازِنِيِّ (توفي 750م)، وكنيته أبو الورد، هو قائد أموي، وحاكم جند قنسرين في منتصف القرن الثامن. كان قائدًا لسلاح الفرسان للخليفة الأموي مروان محمد، وتزعم الثورات ضد الخلافة العباسية في الشام بهدف إعادة الخلافة الأموية عام 750م.

## سيرته
ينتمي أبو الورد إلى قبيلة بني عامر بن صعصعة، وهو زفر بن الحارث الكلابي، الذي ثار على الخليفة الأموي عبد الملك بن مروان (حكم. 685-705). خلال الفتنة الثالثة، وسلسلة من الحروب الأهلية والانتفاضات ضد الخلافة الأموية، أصبح أبو الورد داعمًا قويًا لآخر الخلفاء الأمويين مروان بن محمد (حكم 744-750). عيّن واليًا على جند قنسرين. وفي عام 745م أُرسل إلى الغوطة بالقرب من دمشق لمساعدة حاكم جند دمشق، الزامل بن عمرو وسكان المدينة لمواجهة حصار الغوطة بقيادة يزيد بن خالد القسري.
في عام 745م، أرسل مروان أبا الورد بجيش كبير لقمع ثورة في جند فلسطين قادها ثابت بن نعيم قائد الجيش الأموي في فلسطين. وصل جيش ثابت إلى طبريا، عاصمة جند الأردن، فغادر أبو الورد دمشق في طريقه إلى طبريا، ووصل أبو الورد وطارد ثابت الذي انسحب إلى فلسطين وجمع أقاربه وحشد جيشه، وهزم أبو الورد قوات ثابت، مما دفع ثابت إلى الفرار مرة أخرى. جرح أبو الورد ثلاثة من أبناء ثابت وهم نعيم وعمران وبكر. وأسرهم وأرسلهم إلى مروان. ثم أسر ثابت وأرسله إلى مروان، الذي حكم عليهم بتقطيع أيديهم وأرجلهم من خلاف وصلبهم على بوابة الجامع الأموي.

### سقوط الدولة الأموية
في أوائل عام 750م، هزم العباسيون جيش مروان في معركة الزاب، واستسلم أبو الورد للحاكم العباسي الجديد لبلاد الشام عبد الله بن علي. وعلى الرغم من إعلان ولائه للعباسيين، إلا إنه انشق وتولى ثورة الأمويين. وقام بتجميع جيش من الموالين له من قيس عيلان، وهاجم حصن العباسيين بالقرب من بالس، ورفع علم الأمويين الأبيض فوق الحصن وأصدر تعليمات لمواليه في قنسرين بالقرب من حلب برفع علم الأمويين. وسرعان ما انضم إلى أبي الورد أحد أفراد الأسرة الأموية أبو محمد السفياني والموالين له من اليمانية. تولى أبو الورد قيادة العمليات العسكرية للثورة، بينما تولى أبو محمد قيادتها السياسية.
هزمت قوات أبي الورد القوات العباسية بالقرب من قنسرين، لكن اعترض الجيش العباسي جيشه في محيط حمص. قُتل أبو الورد مع 500 من أقاربه وجنوده. وشرع العباسيون في هزيمة المتمردين في تدمر وفر أبو محمد إلى الحجاز.